# Деміц-Туміц
Деміц-Туміц (нім. Demitz-Thumitz; в.-луж. Zemicy-Tumicy) — громада в Німеччині, розташована в землі Саксонія. Входить до складу району Бауцен.
Площа — 21,07 км2. Населення становить 2637 ос. (станом на 31 грудня 2020).
Комуна підрозділяється на 9 сільських округів. 

## Галерея

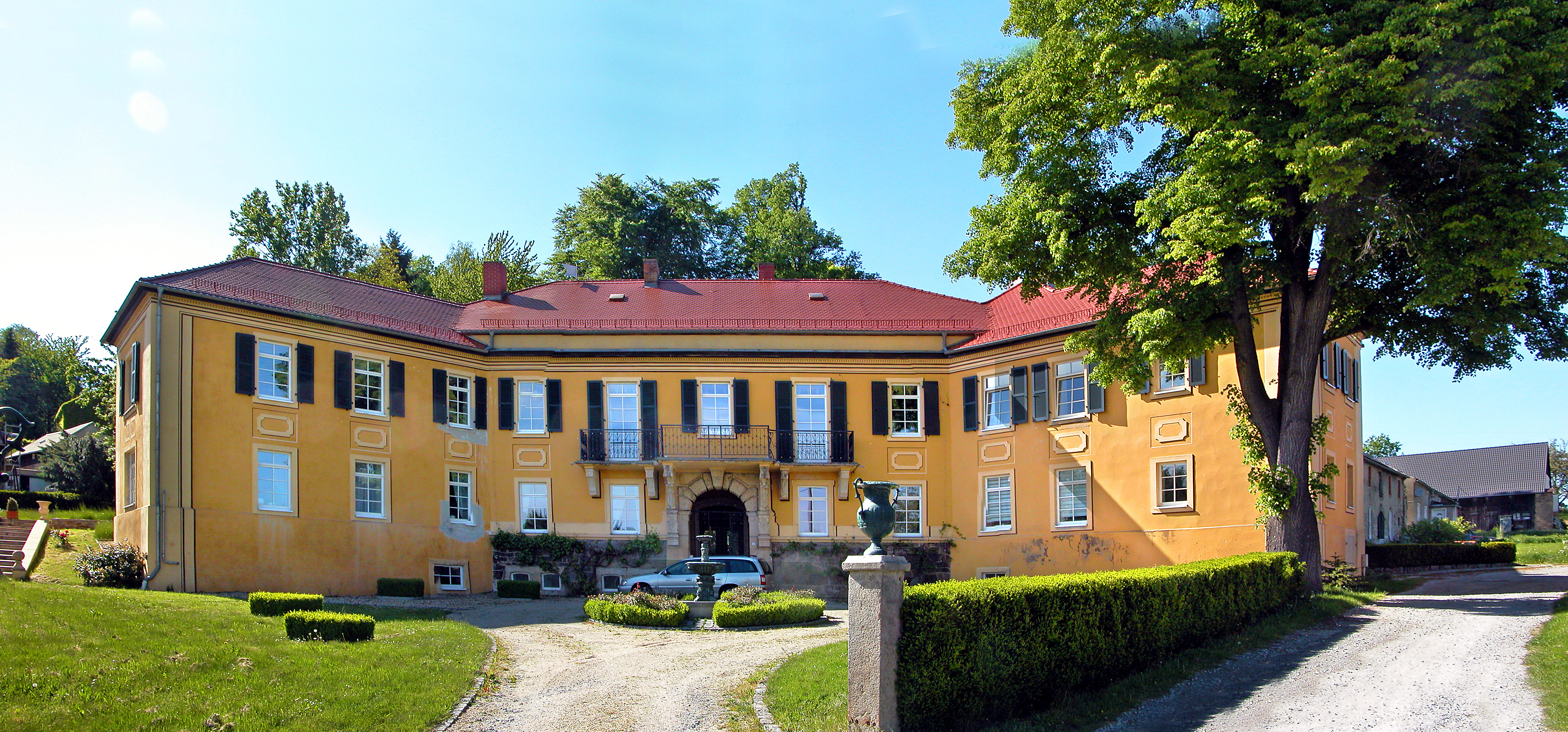
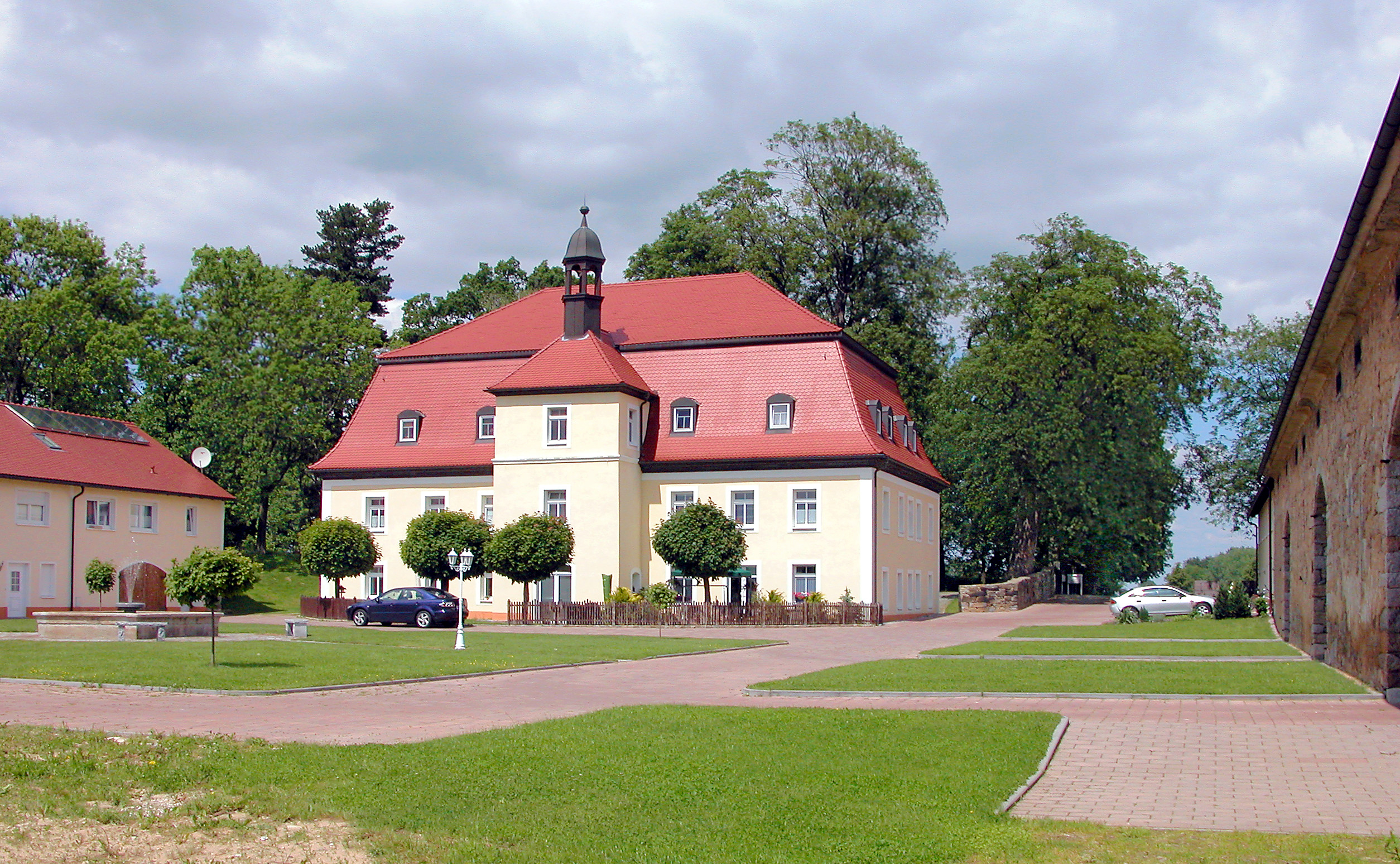
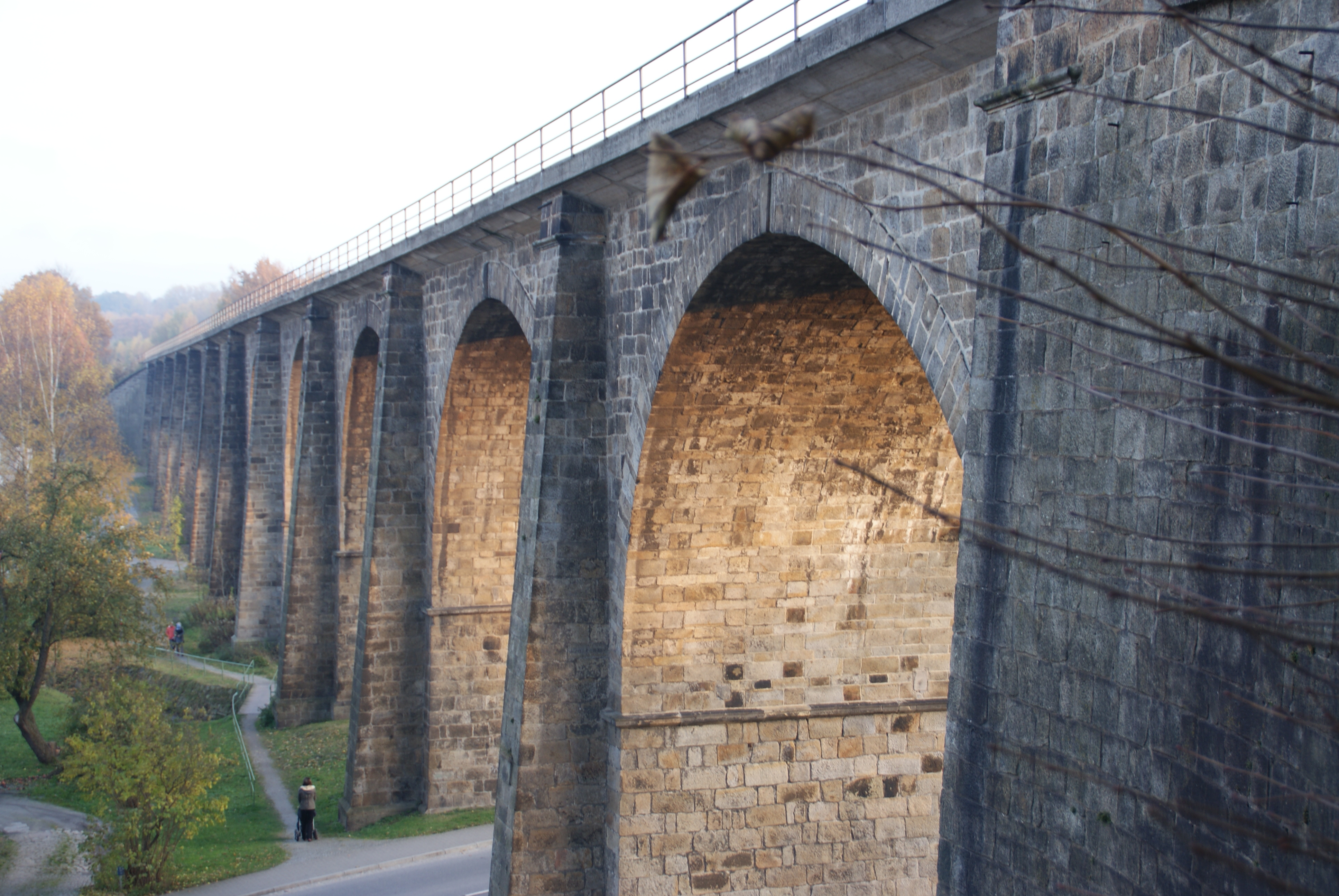